# Leichtathletik-Weltmeisterschaften 2019/Teilnehmer (Namibia)
| Gelbes Symbol für Goldmedaillen mit stilisierten Olympischen Ringen | Graues Symbol für Silbermedaillen mit stilisierten Olympischen Ringen | Braundes Symbol für Bronzemedaillen mit stilisierten Olympischen Ringen |
| ------------------------------------------------------------------- | --------------------------------------------------------------------- | ----------------------------------------------------------------------- |
| —                                                                   | —                                                                     | 1                                                                       |

Der Leichtathletikverband von Namibia hat an den Leichtathletik-Weltmeisterschaften 2019 in Doha teilgenommen. Zwei Sportler waren vom namibischen Verband nominiert worden.

## Ergebnisse

### Frauen

#### Laufdisziplinen
| Athletin         | Disziplin | Vorlauf | Vorlauf | Halbfinale | Halbfinale | Finale    | Finale |
| Athletin         | Disziplin | Zeit    | Platz   | Zeit       | Platz      | Zeit      | Platz  |
| ---------------- | --------- | ------- | ------- | ---------- | ---------- | --------- | ------ |
| Helalia Johannes | Marathon  |         |         |            |            | 2:34:15 h | Bronze |

### Männer

#### Laufdisziplinen
| Athlet                                   | Disziplin | Vorlauf | Vorlauf | Halbfinale | Halbfinale | Finale    | Finale |
| Athlet                                   | Disziplin | Zeit    | Platz   | Zeit       | Platz      | Zeit      | Platz  |
| ---------------------------------------- | --------- | ------- | ------- | ---------- | ---------- | --------- | ------ |
| Tomas Hilifa Rainhold (Reinhardt Thomas) | Marathon  |         |         |            |            | 2:14:38 h | 17.    |